# علي مبارك (مسلسل)
.

## بطولة
| - كمال أبو رية: علي باشا مبارك - أحمد وفيق: الخديوي إسماعيل رفاق البعثة - باسم سمرة: حماد عبد العاطي - ناصر سيف: محمد شريف باشا - شادي سرور: الأسرة العلوية - أحمد حلاوة: عباس حلمي باشا - نادية رشاد - ميرنا وليد - أيمن عزب: أحمد رفعت باشا - لقاء سويدان - نرمين زعزع: شوق - عبد السلام الدهشان - عادل الكومي - رضا الجمال - معتز السويفي - عنبر:نور - عمرو عبد العزيز: الوالي سعيد باشا | رجال الحكم والسياسة - محمود الجندي: رفاعة الطهطاوي - محمد أبو داوود: إسماعيل باشا المفتش - رؤوف مصطفى: فرديناند دي لسبس - حسن كامي: سليمان باشا الفرنساوي - سامي مغاوري: نوبار باشا - ريهام سعيد : الأمبراطورة أوجيني - فهمي الخولي: صالح رجال الثورة - هشام عبد الله: أحمد عرابي - محمد سامي غنيم: محمد عبده - جمال يوسف: جمال الدين الأفغاني - مصطفى هميسه: عبد الله النديم - محمود القشيري: محمود سامي البارودي أسرة علي مبارك - جمال إسماعيل: الشيخ مبارك - جيهان قمري - رانيا يوسف: ليلى - بشرى القصبي - إيمان رجائي: شيرين - إيناس النجار | - عبير الضمراني - هشام جمعة - عماد العروسي - نور الشرقاوي - داود دياب بالاشتراك مع - جليلة محمود: حكمت - فاروق نجيب: راغب محاسيب الأسرة العلويين - يسري مصطفى: حسين بك - فاروق فلوكس - حمادة عبد الحليم - طارق كامل - مصطفى طلبة - ميار نصار: جلبهار - محمود الحفناوي - محمد ريحان - ياسمين ماهر - أشرف صالح - عبد الحميد سند | ضيوف الحلقات - حمدي شرف الدين - فوزي الشرقاوي - ثريا إبراهيم - مديحة البكري - شوقي المغازي - ألفريد كمال - عبد الحميد أنيس - باسم ربيع - محمد عابدين - طارق عبد الفتاح - مرسي الحطاب - حسين نظمي - حمدي أبو العلا - إحسان الترك (إحسان ترك) - سعيد عبد النعيم - عبد الله مراد - عبد الفتاح البلتاجي - طلعت الشريف الأطفال - شريف عادل أنور: طفل - نورهان وجيه: طفلة |

بالاشتراك مع - كمال الألفي - جمال فرج - محمد مصطفى - همام تمام - نشوى الجوهري - هدى الصيفي - عطا الغمراوي - عادل الزرقاني - محمد عنتر - أشرف كمال - عادل إبراهيم - عبد الرؤوف الجندي - أحمد جمال - مازن المونتي - عبد المنعم المرصفي - جمال عطية - عصام الغنام - حازم فؤاد - سيد طنطاوي - محمد الجنايني - راضي غانم - محمود الشوربجي - محمد العزازي - مجدي شكري - عيد أبو الحمد - محمد عبد الغفار - محمد الكاشف - محمد خليل - سيد جبر - صلاح خليفة